# John Chichester, 5. Baronet

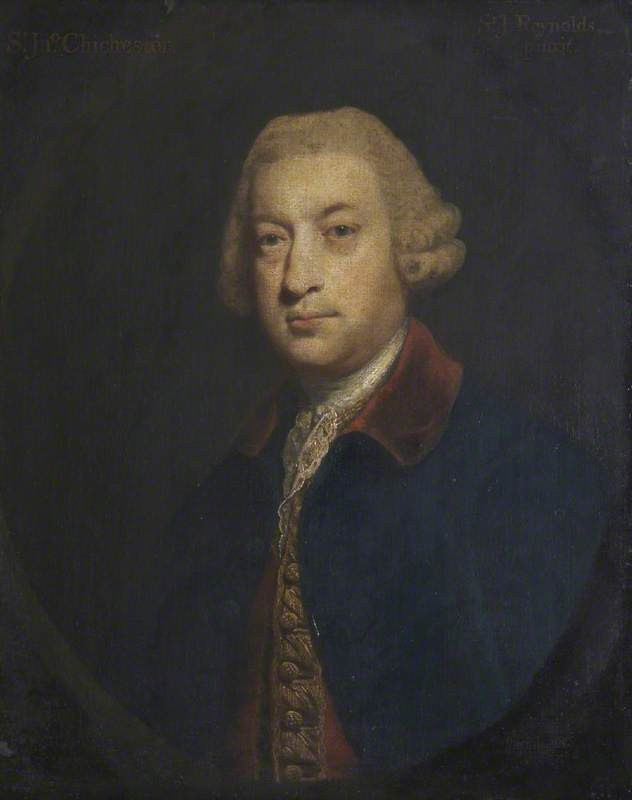
Sir John Chichester, 5. Baronet. 1767 entstandenes Gemälde von Joshua Reynolds.

Sir John Chichester, 5. Baronet (* vor 26. März 1721; † 18. Dezember 1784 in London) war ein britischer Adliger.
John Chichester entstammte einer Linie der Familie Chichester, einer alten Familie der Gentry aus Devon. Er war der älteste Sohn von Sir John Chichester, 4. Baronet und von dessen Frau Anne Leigh. Er wurde am 26. März 1721 in Shirwell bei Barnstaple getauft. Ab dem 13. April 1739 studierte er am Balliol College in Oxford. Beim Tod seines Vaters im September 1740 erbte er den 1641 in der Baronetage of England geschaffenen Titel Baronet, of Raleigh in the County of Devon, sowie die Besitzungen der Familie, darunter Youlston Park in der Nähe von Barnstaple. Im Herrenhaus von Youlston ließ er größere Umbauten und Neugestaltungen vornehmen. Von 1753 bis 1754 diente er als High Sheriff von Devon.
Chichester hatte vor 1752 Frances Chudleigh, eine Tochter von Sir George Chudleigh, 4. Baronet und von dessen Frau Frances Davie geheiratet. Mit ihr hatte er einen Sohn: 
- Sir John Chichester, 6. Baronet (um 1752–1808)

Er wurde in Ashton bei Exeter beigesetzt. Da er kein Testament hinterlassen hatte, wurden seine Güter bis Februar 1785 unter staatliche Verwaltung gestellt, ehe sein Sohn das Erbe antreten konnte.